# Saudi-arabischer Handballverband
Der Saudi-arabischer Handballverband (arabisch الاتحاد العربي السعودي لكرة اليد, englisch Saudi Arabian Handball Federation) wurde 1975 gegründet und ist Mitglied der Internationalen Handballföderation und der Asian Handball Federation. Er ist zuständig für die nationalen Wettbewerbe sowie die Nationalmannschaften in Handball, Rollstuhlhandball und Beachhandball. Er ist dem saudi-arabischen olympischen Komitee angeschlossen. Der Sitz befindet sich in der Hauptstadt Riad.

## Nationalmannschaft
- Saudi-arabische Männer-Handballnationalmannschaft
- Saudi-arabische Beachhandball-Nationalmannschaft der Männer

## Ausrichter
International:
- IHF Super Globe 2019
- IHF Super Globe 2021
- IHF Super Globe 2022
- IHF Super Globe 2023

Kontinental:
- Asian Men’s Club League Handball Championship 2008
- Asian Men’s Club League Handball Championship 2011
- Handball-Asienmeisterschaft der Männer 2012
- Asian Men’s Club League Handball Championship 2021
- Handball-Asienmeisterschaft der Männer 2022